# Mousa Dembélé
Mousa Sidi Yaya Dembélé (født 16. juli 1987 i Wilrijk) er en tidligere belgisk fodboldspiller med rødder fra Mali.

## Karriere

### Ungdom
Mousa Dembélé spillede for K. Berchem Sport som ungdomsspiller.

### K.F.C. Germinal Beerschot
Dembélé startede ud i hjemlandets K.F.C. Germinal Beerschot og fik sin debut allerede som 16-årig. I 2005 skiftede han til Willem II på trods af interesse fra den hæderkronede hollandske klub Ajax.

### Willem II Tilburg
Moussa Dembélé havde en produktiv sæson i Willem II, hvor den belgiske angriber scorede ni mål på trods af klubben havde en mindre god sæson. Succesen ledte til en kontrakt med rivalerne fra AZ Alkmaar bare et år efter, han havde skiftet til Willem II.

### AZ Alkmaar
Dembélé var i AZ i fire sæsoner, hvor han var en af holdets bærende spiller. Under opholdet lykkedes det at vinde mesterskabet i sæsonen 2008/09, hvor Dembélé var en af sæsonens bedste spillere på trods af en længerevarende skadespause.

### Fulham
I sommerpausen 2010 var Moussa Dembélé eftersigende tæt på et skifte til Birmingham City,, men den 18. august valgte belgieren i stedet at tage imod et tilbud fra Fulham FC, efter London-klubben havde betalt fem millioner pund for landsholdsspilleren.
Dembélé blev hurtigt et hit i Fulham og scorede bl.a. to gange i sin kun fjerde kamp mod Wolverhampton den 11. september, 2010. Det er siden kun blevet til yderligere to Premier League-mål for belgieren, som i stedet har bidraget på andre måder i kampene.
Han blev i sommertransfervinduet 2012 solgt til Tottenham Hotspur.

### Landshold
Dembélé fik sin debut for Belgien i oktober 2006 og rundede i efteråret 2013 sin landskamp nummer 50 med fem mål til følge.